# تپه ده‌رشید
تپه ده رشید مربوط به دوران پیش از تاریخ ایران باستان - است و در شهرستان قروه، بخش دهگلان، روستای ده رشید واقع شده و این اثر در تاریخ ۱۱ مرداد ۱۳۸۴ با شمارهٔ ثبت ۱۲۶۷۷ به‌عنوان یکی از آثار ملی ایران به ثبت رسیده است.